# Lepthyphantes leprosus
Lepthyphantes leprosus este o specie de păianjeni din genul Lepthyphantes, familia Linyphiidae. A fost descrisă pentru prima dată de Ohlert, 1865. Conform Catalogue of Life specia Lepthyphantes leprosus nu are subspecii cunoscute.